# Conus bahamensis
Espèce
Statut de conservation UICN

 LC  : Préoccupation mineure
Conus bahamensis est une espèce de mollusques gastéropodes marins de la famille des Conidae.
Comme toutes les espèces du genre Conus, ces escargots sont prédateurs et venimeux. Ils sont capables de « piquer » les humains et doivent donc être manipulés avec précaution, voire pas du tout.

## Description
La taille de la coquille atteint 31 mm.

## Distribution
Cette espèce marine d'escargot conique se trouve dans la mer des Caraïbes.

### Niveau de risque d’extinction de l’espèce
Selon l'analyse de l'UICN réalisée en 2011 pour la définition du niveau de risque d'extinction, cette espèce a une aire de répartition très restreinte, connue uniquement de Cat Cay, aux Bahamas, qui est une petite île. Cependant, il n'y a pas de menaces immédiates connues et elle n'est pas souvent collectée car elle n'est pas facile à cueillir. Cette espèce est classée dans la catégorie "préoccupation mineure".

## Taxonomie

### Publication originale
L'espèce Conus bahamensis a été décrite pour la première fois en 1995 par les malacologistes Danker L. Vink et Dieter Röckel (d) (1922-2015) dans la publication intitulée « Apex »,.

### Synonymes
- Conus (Lindaconus) bahamensis Vink & Röckel, 1995 · appellation alternative
- Lindaconus bahamensis (Vink & Röckel, 1995) · non accepté

## Identifiants taxonomiques
Chaque taxon catalogué par les bases de données biologiques et taxonomiques possède un identifiant qui permet d'établir un point de référence. Les identifiants de Conus bahamensis dans les principales bases sont les suivants :
CoL : XWYM - GBIF : 6510895 - iNaturalist : 431856 - IRMNG : 11848136 - TAXREF : 151447 - UICN : 192788 - 